# Copa Chile 1985
Copa Chile 1985, eller officiellt "Copa Polla Gol", var 1985 års upplaga av fotbollsturneringen Copa Chile.

## Första omgången
Lagen i fetstil vidare till kvartsfinal.

### Grupp 1
1. Deportes Antofagasta
2. San Marcos de Arica
3. Cobreloa
4. Cobresal
5. Coquimbo Unido
6. Deportes La Serena
7. Deportes Iquique
8. Regional Atacama

### Grupp 2
1. Deportes Ovalle
2. Everton
3. Unión La Calera
4. Quintero Unido
5. San Luis
6. Trasandino
7. Unión San Felipe
8. Santiago Wanderers

### Grupp 3
1. Audax Italiano
2. Colo-Colo
3. Magallanes
4. O'Higgins
5. Palestino
6. Unión Española
7. Universidad Católica
8. Universidad de Chile

### Grupp 4
1. Curicó Unido
2. Deportes Concepción
3. Deportes Linares
4. Deportes Santa Cruz
5. Fernández Vial
6. Huachipato
7. Naval
8. Santiago Wanderers

### Grupp 5
1. Deportes Osorno
2. Deportes Puerto Montt
3. Deportes Valdivia
4. Deportes Victoria
5. Green Cross-Temuco
6. Iberia
7. Lota Schwager
8. Malleco Unido